# Casa del Comú (Calafell)
La Casa del Comú o Edifici del Comú és un edifici del municipi de Calafell (Baix Penedès) protegit com a bé cultural d'interès local.

## Descripció
Es tracta d'una casa que consta de planta baixa i un pis amb teulada a doble vessant amb el carener perpendicular a la façana principal. Té dues portes, una, més antiga, d'arc rebaixat i l'altre, més moderna i petita, allindanada amb la llinda i els brancals de pedra. A la clau de la primera porta hi ha gravat l'escut circular del Comú de Calafell, que té una creu inscrita dins del cercle, i a sota hi ha la data "1768". Al primer pis hi ha un balcó al centre i una finestra a cada costat. Entre el balcó i la finestra de la dreta hi ha una pedra que estava dedicada a la Constitució i que està repicada. A la cantonada de la casa es conserva una teiera antiga de ferro.

## Història
El Comú de Calafell va néixer l'any 1493, quan Ferran II el Catòlic va trametre al Governador general del Principat perquè ajudés als calafellencs a recollir els diners per redimir les jurisdiccions senyorívoles (mals usos) i escollir síndics per constituir-se en ajuntament lliure. Pertanyien al Comú les terres comunals, la fleca i la taverna. El "Consell General" es reunia cada tres anys a la plaça de la Constitució i una de les seves funcions era la d'escollir batlle. L'any 1714 arran de la Guerra de Successió Espanyola es va dissoldre el Comú.
Aquest edifici va ser la seu de l'ajuntament fins que es va construir un de nou a la segona meitat del segle xix. Durant unes obres de remodelació que es van fer a la casa als anys 80 del segle xx, es van trobar emparedats documents dels segles XVIII i xix. Aquests documents actualment es troben a l'Arxiu Municipal.